# Greenwood (Caddo Parish, Louisiana)
Greenwood ist eine Kleinstadt (mit dem Status „Town“) im Caddo Parish im US-amerikanischen Bundesstaat Louisiana. Das U.S. Census Bureau hat bei der Volkszählung 2020 eine Einwohnerzahl von 3.166 ermittelt.
Greenwood ist Bestandteil der Metropolregion Shreveport-Bossier City am Red River.

## Geografie
Greenwood liegt im Nordwesten Louisianas, im westlichen Vorortbereich von Shreveport, rund 20 km westlich des Red River und rund 2 km östlich der Grenze zu Texas. Die Grenze zu Arkansas befindet sich rund 70 km nördlich. Die geografischen Koordinaten von Greenwood sind 32°26′35″ nördlicher Breite und 93°58′23″ westlicher Länge. Das Stadtgebiet erstreckt sich über eine Fläche von 20,2 km².
Benachbarte Orte von Greenwood sind Stonewall (31,8 km südöstlich), Keatchie (32,5 km südsüdöstlich), Bethany (11,2 km südwestlich), Waskom in Texas (9,8 km westnordwestlich) und Blanchard (23,3 km nordnordöstlich).
Das Stadtzentrum von Shreveport liegt 26,4 km ostnordöstlich. Die nächstgelegenen weiteren Großstädte sind Louisianas Hauptstadt Baton Rouge (395 km südöstlich), Louisianas größte Stadt New Orleans (517 km in der gleichen Richtung), Lafayette (353 km südsüdöstlich), Beaumont in Texas (309 km südlich), Texas’ größte Stadt Houston (361 km südwestlich), Dallas in Texas (277 km westlich), Arkansas’ Hauptstadt Little Rock (361 km nordöstlich) und Mississippis Hauptstadt Jackson (372 km östlich).

## Verkehr
Die Interstate 20, die die kürzeste Verbindung von Dallas über Shreveport nach Jackson bildet, verläuft in West-Ost-Richtung durch Greenwood. Parallel dazu verlaufen auf einer gemeinsamen Strecke die U.S. Highways 79 und 80 als Hauptstraße durch Greenwood. Im Westen der Stadt zweigt dann der US 79 von der gemeinsamen Strecke nach Südwesten ab. Im Stadtzentrum treffen noch die Louisiana Highways 169, 511 und 526 auf die Hauptstraße. Alle weiteren Straßen sind untergeordnete Landstraßen, teils unbefestigte Fahrwege sowie innerörtliche Verbindungsstraßen.
Durch Greenwood verläuft in West-Ost-Richtung eine Eisenbahnstrecke der Union Pacific Railroad aus Richtung Texas nach Shreveport.
Die nächsten Flughäfen sind der Shreveport Regional Airport (15,4 km östlich) und der größere Dallas/Fort Worth International Airport (310 km westlich).

## Bevölkerung
Nach der Volkszählung im Jahr 2010 lebten in Greenwood 3219 Menschen in 1310 Haushalten. Die Bevölkerungsdichte betrug 159,4 Einwohner pro Quadratkilometer. In den 1310 Haushalten lebten statistisch je 2,46 Personen.
Ethnisch betrachtet setzte sich die Bevölkerung zusammen aus 70,9 Prozent Weißen, 24,9 Prozent Afroamerikanern, 0,9 Prozent amerikanischen Ureinwohnern, 0,5 Prozent Asiaten, 0,2 Prozent Polynesiern sowie 0,8 Prozent aus anderen ethnischen Gruppen; 1,7 Prozent stammten von zwei oder mehr Ethnien ab. Unabhängig von der ethnischen Zugehörigkeit waren 3,1 Prozent der Bevölkerung spanischer oder lateinamerikanischer Abstammung.
20,8 Prozent der Bevölkerung waren unter 18 Jahre alt, 65,4 Prozent waren zwischen 18 und 64 und 13,8 Prozent waren 65 Jahre oder älter. 51,4 Prozent der Bevölkerung war weiblich.

Das mittlere jährliche Einkommen eines Haushalts lag bei 36.875 USD. Das Pro-Kopf-Einkommen betrug 27.974 USD. 8,6 Prozent der Einwohner lebten unterhalb der Armutsgrenze.